# 8353 Меграян
8353 Меграян (8353 Megryan) — астероїд головного поясу, відкритий 3 квітня 1989 року.
Тіссеранів параметр щодо Юпітера — 3,268.